# سروژ خاچاطوریان
سروژ خاچاطوریان  بازیکن فوتبال بازنشسته در پست هافبک ارمنی‌تبار اهل ایران است.

## باشگاهی
از باشگاهایی که در توپ زده‌است می‌توان آرارات تهران را اشاره کرد.